# ايان بلاك
ايان بلاك (بالإنجليزية: Ian Black)‏ (27 مارس 1924 بأبردين في المملكة المتحدة - 13 ديسمبر 2012) هو لاعب كرة قدم بريطاني في مركز حراسة المرمى. شارك مع منتخب اسكتلندا لكرة القدم. أما مع النوادي، فقد لعب مع نادي أبردين ونادي ساوثهامبتون ونادي فولهام ونادي باث سيتي وكانتربري سيتي ‏.

## روابط خارجية
- ايان بلاك على موقع قاعدة بيانات كرة القدم.إي يو (الإنجليزية)
- ايان بلاك على موقع ناشيونال فوتبول تيمز (الإنجليزية)